# Watervliet (boerderij)
Watervliet is een boerderij van het stolpboerderijtype gelegen in het Wormer- en Jisperveld (Noord-Holland).
De geschiedenis van boerderij Watervliet gaat terug tot ongeveer halverwege de 19e eeuw. De stolpboerderij is destijds opgetrokken uit ruwe rond houten boomstammen met de schors er nog om. Dat de boerderij er na 150 jaar nog zou staan in dezelfde staat had men toen vast niet verwacht! Ter vergelijking: van molen de zuidooster die een eind verder op de dijk van de ringvaart van de Wijdewormer stond zijn nu alleen de fundamenten nog te vinden.
Momenteel is de boerderij actief in natuurbeheer en huist het een zorgboerderij.
De ligging van deze boerderij is bijzonder afgelegen, vanaf een 1,2 kilometer lange doodlopende weg vanuit de Engewormer is Watervliet te bereiken.
In 2008 is een stichting vrienden van boerderij Watervliet opgericht ter ondersteuning van de boerderij en haar activiteiten.